# 1,2,3-tricloropropano
El 1,2,3-tricloropropano (TCP) (conocido también como tricloruro de alilo, tricloridrina y glicerol tricloridrina) es usado como disolvente industrial, o para eliminar pinturas o barnices, y es un líquido espeso e incoloro que posee un olor fuerte y agrio.
El TCP es un compuesto químico producido como impureza en los fumigantes de 1,3-dicloropropeno fabricados por la empresa Shell Chemical Company y por Dow Chemical Company (ATSDR, 1992).

## Propiedades físicas y químicas
El 1,2,3-tricloropropano tiene un peso molecular de 147,43, es incoloro, y se presenta en estado líquido a temperatura ambiente.
El TCP presenta un punto de fusión a -14,7 °C y de ebullición a 156,8 °C, con una densidad de 1,3888 g/cm³.
Posee una solubilidad en agua a 20 °C de 1750 mg/L, y es soluble en alcohol etílico, alcoholes superiores, cloroformo, hidrocarburos clorados, éter etílico y benceno (ATSDR, 1992) y su CAS es 96-18-4 ("International Chemical Safety Cards (WHO/IPCS/ILO)", n.d.).

## Usos en la industria
El 1,2,3-tricloropropano se ha estado usando como intermediario químico en la producción de productos químicos más complejos, como polímeros líquidos de polisulfona y dicloropropeno, en la elaboración de hexafluoropropileno, y como agente de entrecruzamiento en la producción de polisulfuros (ATSDR, 1992; "International Chemical Safety Cards (WHO/IPCS/ILO)", n.d.).
También se ha usado para limpiar y desgrasar, además de para disolver otras sustancias químicas.

### Otros usos
Además de los usos mencionados anteriormente, el 1,2,3- tricloropropano también puede ser usado:

#### Como solvente de pinturas y barnices.
En el pasado, el TCP se ha usado como disolvente para la eliminación de barnices y pinturas; también como agente de limpieza y desengrasado, y como disolvente de limpieza y mantenimiento.
En la actualidad no hay información suficiente para determinar si se sigue usando con estos fines.

#### Como selladores.
El 1,2,3-tricloropropano también ha sido usado como endurecedor en polímeros de polisulfuro, que se utilizan como selladores en aplicaciones industriales, incluidas las relacionadas con las ventanas de doble acristalamiento, y los cascos y cubiertas de los barcos, los tanques de combustibles integrales de aviones, etc…

#### Como producto químico intermediario.
El 1,2,3-Triclopropano se está usando hoy en día como intermediario para la elaboración de polímeros líquidos de polisulfona, en la síntesis de hexafluoropropileno y como un agente de reticulación en la integración de polisulfuros.

#### Como fumigantes del suelo
En décadas anteriores a 1980, se usaba un fumigante del suelo como pesticidas y nematicidas en Estados Unidos que contenía 1,2,3-tricloropropano en pequeñas concentraciones. El nombre comercial de este compuesto, principalmente formado por 1,3-dicloropropeno y 1,2-dicloropropano, era DD. Aunque el DD ya ha sido sustituido por otro compuesto, el Telone II, este último mantiene el uso de 1,2,3-tricloropropano, ya que contiene un 0,17% en peso de TCP.

#### Uso industrial
El TCP se utiliza como un intermediario en la producción de compuestos químicos como la polisulfona y las resinas epoxi, además de producirse como subproducto no deseado, y en grandes cantidades, de la fabricación de compuestos clorados como la epiclorohidrina.

## Producción
El 1,2,3-tricloropropano se puede producir mediante la Halogenación del Propileno (o Propeno), aunque se puede fabricar también mediante la adición de Cloro a Cloruro de Alilo, y la reacción del Cloruro de Tionilo con Glicerol, entre otros.
El tricloropropano también se produce en cantidades potencialmente significativas como subproducto de procesos primarios de otros químicos, como el dicloropropano.
Se estima que en 1977 la producción de 1,2,3-tricloropropano fue de entre 10 y 50 toneladas.

## Tipos de exposición y Efectos

### Inhalación
La concentración letal (LC50) es de 1000 ppm comprobado en ratas.

### Vía oral
Los efectos sobre la salud fueron medidos en un experimento realizado con ratas (20 hembras y 20 machos) a las que se administraron distintas concentraciones de 1,2,3-tricloropropano en aceite vegetal durante 5 días a la semana, con una duración variable de 8 a 17 semanas.
A 30 ejemplares de cada sexo se les administró aceite vegetal no contaminado como grupo de control.
Todas las ratas a las que se les administró 250 mg/kg murieron a la semana 5; siendo la dosis letal está en 320 mg/kg de masa corporal.
Las muertes que ocurrieron en este experimento estuvieron relacionadas con los efectos sobre el hígado y los riñones.

#### Efectos[4]
- Efectos en las vías respiratorias: Inflamación de las fosas nasales y necrosis de los epitelios.
- Efectos en el sistema cardiovascular: Inflamación y necrosis del miocardio. No se conoce el mecanismo del 1,2,3-tricloropropano que provoca las cardiopatías, sin embargo, el corazón y el hígado fueron los órganos más sensibles al compuesto en los estudios realizados.
- Efectos gastrointestinales: Hiperplasia focal (aumento anormal del tamaño que sufre el órgano o tejido orgánico debido al incremento de número de células normales que lo forman) del epitelio del estómago.
- Efectos hematológicos: Disminución del número de glóbulos rojos. La concentración de hemoglobina desciende dependiendo de la dosis.
- Efectos hepáticos: Todas las ratas a las que se les administraron dosis de 250 mg/kg murieron entre 2 y 5 semanas después. Aumenta en gran medida la posibilidad de que se den hemorragias en el hígado y necrosis en el tejido hepático. Aumenta la concentración de bilirrubina libre.
- Efectos en riñones: Descienden las concentraciones de creatinina (producto final del metabolismo que se excreta con la orina). Hiperplasia del epitelio del túbulo renal.

#### Excreción
60 horas después de la ingestión, las ratas excretaron del 50 al 65% del contaminante a través de la orina, y un 20-25% mediante las heces.
Al menos el 90% del 1,2,3-tricloropropano se eliminó aproximadamente 60 horas después de la dosis (ATSDR, 2011).

### Vía cutánea
En el caso clínico más notable se produjeron daños hepáticos causados por el aumento de encimas hepáticas y bilirrubina (ATSDR, 2011).

### Efectos cancerígenos
Diferentes estudios realizados han demostrado que el 1,2,3- tricloropropano es un cancerígeno en humanos y animales, y como tal está reconocido en California (ATSDR, 2011).

### Exposición a corto plazo
Una exposición a corto plazo, puede causar irritación en la garganta y en los ojos, además de afectar a la coordinación muscular, como podemos observar en la siguiente tabla ("International Chemical Safety Cards (WHO/IPCS/ILO)", n.d.).
| Tiempo de exposición | Concentración | Daño                              |
| Breve                | 100 ppm       | Irritación en los ojos y garganta |
| 8 horas/día          | 50 ppm        | Irritación en los ojos y garganta |
| +8 horas/día         | <50 ppm       | Desconocido                       |

En ratas y ratones no se ha visto afectada su capacidad reproductiva con una inhalación de bajos niveles de 1,2,3- tricloropropano o al ingerir una pequeña cantidad durante varios días ("1,2,3-Tricloropropano", 2016).

## 1,2,3-triclopropano como contaminante emergente
El 1,2,3-tricloropropano no contamina el suelo. En lugar de eso, se filtra hacia las aguas subterráneas y se deposita en el fondo del yacimiento porque es más denso que el agua.
El TCP es muy difícil de eliminar en el agua subterránea, ya que no hay evidencias de que se pueda descomponer de manera natural, pero podría hacerlo en condiciones favorables. La remediación de estas aguas podría hacerse mediante oxidación química in situ, barreras reactivas permeables y otras técnicas de remediación.
La biorremediación es también una técnica de descontaminación que podría usarse para la eliminación del TCP.